# Švéd (film, 1994)
Švéd (v originále Men of War) je akční film z roku 1994, který režíroval Perry Lang podle scénáře Johna Saylese, který byl později upraven Ethanem Reiffem a Cyrusem Vorisem. Ve filmu hraje Dolph Lundgren roli Nicka Gunara, bývalého vojáka speciálních jednotek, který vede skupinu žoldnéřů na ostrov s pokladem v Jihočínském moři.

## Děj
Nick Gunar, bývalý voják, je v Chicagu v typicky chladné tamní zimě na mizině. Když mu dva muži nabídnou práci na tropickém ostrově, neochotně souhlasí a shromáždí skupinu svých bývalých kamarádů, kteří jsou také v nouzi. Přijedou na Dálný východ a setkají se s Keeferem, který byl s Nickem v Angole. Keefer nyní ovládá místní policii a ukazuje Nickovi a ostatním, kdo je tady šéf. Poté Nick a jeho skupina odjedou na ostrov, který je obýván mírumilovnými domorodci, které mají žoldnéři "přesvědčit", aby opustili ostrov. Nick je respektuje, ale dochází k třenicím způsobeným několika žoldnéři, kteří se neštítí domorodce zabíjet, aby dosáhli svého, nebo aby z nich vymámili informace o "pokladu". Nick je zastaví a zjistí, že "poklad", po kterém jdou, je guáno. Muži, kteří žoldnéře najali, mají v úmyslu ostrov odtěžit. Žoldnéři se rozdělí - polovina chce dokončit práci, za kterou byli placeni, a druhá polovina, vedená Nickem, chce chránit ostrovany. Nick vyplatí první skupině jejich plat a nařídí jim opustit ostrov, protože odmítá zabíjet domorodce.
Mezitím se  Keefer a plukovník připojí ke skupině žoldnéřů, kterou Nick vyhodil. Poté na ostrov zaútočí. V nastalých bojích je mnoho útočníků zabito. I když jsou špatně vyzbrojeni, domorodci absenci zbraní nahrazují lstí a místními znalostmi. Po několika útocích dochází k finálnímu souboji mezi Nickem a Keeferem; Keefer získá v pěstním souboji navrch a snaží se Nicka uškrtit a utopit. Nickovi se podaří bodnout Keefera do krku kostí a poté ho utopí. Když domorodci pohřbívají své mrtvé, několik přeživších žoldnéřů odchází, ale Nick zůstává.

## Obsazení
- Dolph Lundgren jako Nick Gunar
- Charlotte Lewis jako Loki
- B. D. Wong jako Po
- Anthony Denison jako Jimmy G
- Tim Guinee jako Ocker
- Don Harvey jako Nolan
- Tom Lister Jr. jako Blades
- Tom Wright jako Jamaal
- Catherine Bell jako Grace Lashield
- Trevor Goddard jako Keefer
- Kevin Tighe jako plukovník Merrick
- Thomas Gibson jako Warren
- Perry Lang jako Lyle
- Aldo Sambrell jako Goldmouth
- Juan Pedro Tudela jako Waldo